# Henri Bréchu
Henri Bréchu (* 1. Dezember 1947 in Gap) ist ein ehemaliger französischer Skirennläufer. Er war auf die Disziplinen Slalom und Riesenslalom spezialisiert.

## Biografie
Im Skiweltcup fuhr Bréchu am 11. Dezember 1969 als Neunter des Riesenslaloms von Val-d’Isère erstmals in die Punkteränge. Es sollte dies sein einziges zählbares Ergebnis in dieser Disziplin sein. Sämtliche weitere Platzierungen in den Punkterängen erzielte er im Slalom. Am 31. Januar 1970 gewann er den Slalom der 3-Tre-Rennen in Madonna di Campiglio. Hinzu kamen im Verlaufe der Saison 1969/70 ein zweiter und drei dritte Plätze. In der Slalom-Disziplinenwertung belegte er den fünften Platz.
Bei den Weltmeisterschaften 1970 war Bréchu zunächst Sechster im Slalom, wurde dann aber nachträglich disqualifiziert. In der Saison 1970/71 blieb ein sechster Platz sein bestes Ergebnis, woraufhin er seinen Rücktritt erklärte. In dem nicht zum Weltcup zählenden Slalom bei den vorolympischen Wettkämpfen in Sapporo holte er am 14. Februar 1971 den Sieg.

## Weltcupsiege
| Datum           | Ort                  | Land    | Disziplin |
| --------------- | -------------------- | ------- | --------- |
| 31. Januar 1970 | Madonna di Campiglio | Italien | Slalom    |